# Âu Dương Chấn Hoa
Âu Dương Chấn Hoa (chữ Hán: 歐陽震華, tên tiếng Anh: Bobby Au-yeung Tsan-wah, sinh ngày 28 tháng 7 năm 1960) là một nam diễn viên điện ảnh Hồng Kông. Ông có tên thật là Âu Dương Diệu Tuyền. Ông bắt đầu được công chúng biết đến rộng rãi từ thập kỷ 90, với vai Ben Dư Tại Xuân trong serie phim Hồ Sơ Luật Pháp (Hồ Sơ Công Lý). Âu Dương Chấn Hoa cũng đảm nhận vai chính của một vài serie phim truyền hình thành công nhất của TVB, như Lực lượng phản ứng, Bức màn bí mật và Bằng chứng thép.
Âu Dương tốt nghiệp Học viện nghệ thuật TVB năm 1982 và khởi nghiệp với việc tham gia các bộ phim truyền hình trong những vai rất nhỏ, sau đó mới tới các vai phụ. Ông nhận được vai chính đầu tiên năm 1991 với bộ phim hình sự Hồ Sơ Công Lý. Hồ Sơ Công Lý trở nên cực kỳ thành công và kéo dài tới 5 phần, biến Âu Dương trở thành một ngôi sao. Âu Dương Chấn Hoa giành giải Nam chính xuất sắc nhất (Thị đế) tại lễ trao giải TVB 2000 với vai Tống Từ trong bộ phim Bức màn bí mật.
Âu Dương Chấn Hoa là diễn viên Hồng Kông đầu tiên nhận được đề cử giải Emmy với vai Đại Bảo/Bảo Hoan trong phim House of Spirits - Những người bạn. Vẫn tiếp tục phấn đấu, ông được fan tự hào về bộ phim Vị Vua Nhân Quân với vai Tống Triết Tông mặc dù là vai phụ nhưng ông diễn rất hay và nhập tâm khiến bộ phim trở thành phim truyền hình hot nhất ở các nước Châu Á (cùng bạn diễn là Đới Xuân Vinh vai Chiêu Hoài hoàng hậu và Lâm Bảo Di với Thiệu Mỹ Kỳ). Phim Hạnh phúc gia đình vai Đại Trương Vĩ cùng với Ôn Bích Hà do Châu Tinh Trì làm đạo diễn và Hêmi Nguyễn làm biên tập.

## Các phim đã tham gia

### Điện ảnh
| Tên phim                          | Năm  | Vai diễn              |
| --------------------------------- | ---- | --------------------- |
| Hard Boiled                       | 1992 | Lionheart             |
| Love Quadrangle                   | 1993 | Chiu Sei-mui          |
| A Deadly Way                      | 1993 | Wan Man               |
| The Perfect Exchange              | 1993 | Leapord               |
| Lamb Killer                       | 1994 | Paul                  |
| The Dying Run                     | 1994 | Wan Man               |
| Lying Hero                        | 1994 | Wai                   |
| Fatal Encounter                   | 1994 | Kwok Kin-wah          |
| Trouble, I've Had it All My Days  | 1994 |                       |
| The Eternal Evil of Asia          | 1995 | Nam                   |
| Daze Raper                        | 1995 | Kwok Kam-hung         |
| O.C.T.B. Case - The Floating Body | 1995 | Inspector Au Tsan-kau |
| Spike Drink Gang                  | 1995 |                       |
| The Woman Behind                  | 1996 | Kwai Sang             |
| Snooper                           | 1999 | Mang Lung             |
| The Happiness of Family Reunion   | 2004 | Tak Ming              |
| Guai Cai Bai Fen Bai              | 2004 | Sing Chor             |
| A Revenue Story                   | 2010 | Robert Lau            |
| Tân tẩy oan lục                   | 2022 | Tống Từ               |

### Truyền hình
| Tên phim                                                                                     | Năm     | Vai diễn | Chú thích |
| -------------------------------------------------------------------------------------------- | ------- | --- | --- |
| Fool's Paradise                                                                              | 1982    | | Extra |
| The Legend of Master So                                                                      | 1982    | | Extra |
| Soldier of Fortune                                                                           | 1982    | | Extra |
| Love and Passion                                                                             | 1982    | | Extra |
| Hong Kong '82                                                                                | 1982    | | Extra |
| The Emissary                                                                                 | 1982    | | Extra |
| Hong Kong '83                                                                                | 1983    | Tin | |
| Thần điêu đại hiệp 1983                                                                      | 1983    | Waiter Ah Tsuen | |
| The Radio Tycoon                                                                             | 1983    | | |
| The Old Miao Myth                                                                            | 1983    | Wong Hing-kwan | |
| Woman on the Beat                                                                            | 1983    | | |
| Angels and Devils                                                                            | 1983    | | |
| The Clones                                                                                   | 1984    | Shum Kwok-leung | |
| The Foundation - Quyết Chiến Huyền Võ Môn                                                    | 1984    | Lý Kiến Thành | |
| The Smiling, Proud Wanderer                                                                  | 1984    | Yu Chong-hoi's son | |
| The Friendly Halves                                                                          | 1984    | | |
| Sang Sau Que Wong                                                                            | 1984    | | |
| The Duke of Mount Deer                                                                       | 1984    | | |
| A Woman to Remember                                                                          | 1984    | | |
| The Other Side of the Horizon                                                                | 1984    | | |
| The New Adventures of Chor Lau-heung                                                         | 1984    | Sit Ban | |
| The Fallen Family                                                                            | 1985    | Fong Sheung-man | |
| Sword Stained with Royal Blood                                                               | 1985    | Mui Kim-wo | |
| The Rough Ride                                                                               | 1985    | Tsuen | |
| The Battle Among the Clans                                                                   | 1985    | | |
| The Battlefield                                                                              | 1985    | Lung Che | |
| Reincarnated Princess                                                                        | 1985    | | |
| The Return of Luk Siu-fung                                                                   | 1986    | | |
| The Turbulent Decade                                                                         | 1986    | Sung Sz-leung | |
| Destined to Rebel                                                                            | 1986    | Chun Hung | |
| The Grand Canal                                                                              | 1987    | Chak Yeung | |
| Twilight of a Nation                                                                         | 1988    | Tsang Kwok-tsuen | |
| Shanghai Conspiracy                                                                          | 1989    | Heung Nam | |
| The Vixen's Tale                                                                             | 1989    | Pao Kam | |
| Ho Ching                                                                                     | 1989    | | |
| Flying Squads                                                                                | 1989    | | |
| Hap Hak Hang - Hiệp khách hành                                                               | 1989    | Cheung Siu | |
| Battle in the Royal Court                                                                    | 1989    | | |
| Chun Man Kung Chuen Ki - Giấc mộng quyền lực                                                 | 1989    | | |
| Three in a Family                                                                            | 1990    | | |
| Where I Belong                                                                               | 1990    | Sung Chi-him | |
| Beyond Trust                                                                                 | 1991    | Yuen Wai-kiu | |
| The Breaking Point                                                                           | 1991    | Tung Hing | |
| The Poor Rich Man                                                                            | 1991    | Franco | |
| The Confidence Man                                                                           | 1991    | | |
| File of Justice - Hồ sơ công lý                                                              | 1991    | Ben Yu Joi-chun - Dư Tại Xuân | |
| The Family Squad                                                                             | 1991–92 | Lau Ching-shan | |
| Wong Fei-hung Returns                                                                        | 1992    | Kam Dor-po | |
| Money and Fame                                                                               | 1992    | | |
| File of Justice II - Hồ sơ công lý II                                                        | 1993    | Ben Yu Joi-chun - Dư Tại Xuân | |
| The Art of Being Together                                                                    | 1993    | | |
| File of Justice III - Hồ sơ công lý III                                                      | 1994    | Ben Yu Joi-chun - Dư Tại Xuân | |
| The Trail of Love - Oan gia kiếp trước                                                       | 1995    | Tong Tin-chau - Đường Thiên Tựu | |
| File of Justice IV - Hồ sơ công lý IV                                                        | 1995    | Ben Yu Joi-chun - Dư Tại Xuân | |
| Money Just Can't Buy - Tiền là tất cả                                                        | 1996    | "Uncle Thirteen" Yeung Jai-choi - Dương Tế Tài (Thần Tài / Thập Tam thúc)                                                                        | |
| Deadly Protection                                                                            | 1996    | Yip Tin-wah | |
| Corner the Con Man - Lực lượng chống lừa đảo                                                 | 1997    | Kong Yat-kuk | |
| Taming of the Princess - Thăng Bình công chúa                                                | 1997    | Quách Ái | Giải TVB thường niên cho Cặp đôi hài hước cùng Quan Vịnh Hà                                                       |
| File of Justice V - Hồ sơ công lý V                                                          | 1997    | Ben Yu Joi-chun - Dư Tại Xuân | |
| A Recipe for the Heart - Mỹ vị Thiên Vương                                                   | 1997    | Kam Yat-shan / Tin Mei-kat / Tin Mei-chaang - Kim Nhất Sơn/Điền Vị Cát/Điền Vị Đất                                                               | |
| Crimes of Passion - Đội chống tệ nạn                                                         | 1998    | Kong Chor-fan | |
| Armed Reaction - Lực lượng phản ứng                                                          | 1998    | Trần Tiểu Sanh | |
| Web of Love - Lưới tình                                                                      | 1998    | Kwok Ho-tung | |
| Happy Ever After - Kim ngọc mãn đường                                                        | 1999    | Tai Tung-koon - Đới Đông Quan | Đề cử — Giải TVB thường niên cho Nam chính xuất sắc                                                               |
| Anti-Crime Squad                                                                             | 1999    | Kwok Oi | |
| Witness to a Prosecution - Bức màn bí mật                                                    | 1999    | Tống Từ | Giải TVB thường niên cho Nam chính xuất sắc Giải TVB thường niên cho Nam diễn viên được yêu thích nhất            |
| Armed Reaction II - Lực lượng phản ứng II                                                    | 2000    | Trần Tiểu Sanh | |
| The Legendary Four Aces - Tứ đại tài tử                                                      | 2000    | Chuk Chi-shan - Chúc Chi Sơn | |
| Screen Play - Sóng gió phim trường                                                           | 2001    | Pak Chong-sai - Bạch Sáng Thế | |
| Heroes in Black - Hiệp khách mặt nạ đen                                                      | 2001    | Feng Pobu - Phùng Phá Bố | |
| Armed Reaction III - Lực lượng phản ứng III                                                  | 2001    | Trần Tiểu Sanh | Giải TVB thường niên cho Vai diễn được yêu thích Đề cử— Giải TVB thường niên cho Nam chính xuất sắc               |
| Take My Word for It - Chuyên gia đàm phán                                                    | 2002    | Chief Inspector Pang Kwok-tung - Tổ trưởng Tổ Đàm phán/Tổ trưởng Tổ Trọng án Bành Quốc Đống                                                      | Đề cử — Giải TVB thường niên cho Nam chính xuất sắc                                                               |
| Love on the Sky                                                                              | 2002    | Li Chengchu | |
| Witness to a Prosecution II - Bức màn bí mật II/Nhân chứng                                   | 2003    | Tống Từ | Giải TVB thường niên cho Nam chính xuất sắc                                                                       |
| The Final Shot - Viên đạn cuối cùng                                                          | 2003    | Senior Inspector Kenny | Phim truyền hình                                                                                                  |
| Armed Reaction IV - Lực lượng phản ứng IV                                                    | 2004    | Trần Tiểu Sanh | |
| Shine on You - Thầy hay trò giỏi                                                             | 2004    | Ka Jai-choi - Giả Tế Tài | |
| Yueshang Jiangnan Zhi Di Renjie Xiyuan Lu - Trăng sáng Giang Nam chi Địch Nhân Kiệt giải oan | 2005    | Di Renjie / Địch Nhân Kiệt | |
| Hidden Treasures - Mưu sinh                                                                  | 2005    | Tai Siu-leung - Đới Thiếu Lương | |
| The Lucky Stars - Phúc Lộc Thọ tam tinh báo hỷ                                               | 2006    | Star of Longevity/Mei Shouchuan - Thọ Tinh/Mai Thọ Toàn                                                                                          | |
| A Pillow Case of Mystery - Kỳ án nhà Thanh                                                   | 2006    | Sze Sai-lun - Thi Thế Luân | Đề cử — Giải TVB thường niên cho Nam diễn viên được yêu thích                                                     |
| Forensic Heroes - Bằng chứng thép                                                            | 2006    | Timothy "Tim Sir" Ko Yin-pok - "Sếp Cao" Cao Ngạn Bác                                                                                            | Đề cử — Giải TVB thường niên cho Nam chính xuất sắc                                                               |
| Dicey Business - Cạm bẫy/Sòng bạc Phong Vân                                                  | 2006    | Chai Foon-cheung - Tề Hoan Sướng | Đề cử — Giải TVB thường niên cho Nam chính xuất sắc Đề cử — Giải Emmy cho Nam chính xuất sắc                      |
| Fathers and Sons - Nỗi lòng của cha                                                          | 2007    | "TC" Man Tin-chee (Lord Man) / Lui Ka-chuen (Lord Man) - Mẫn Thiên Tứ                                                                            | Đề cử — Giải TVB thường niên cho Nam diễn viên được yêu thích                                                     |
| Marriage of Inconvenience - Duyên định bất chung tình/Tiến thoái lưỡng nan                   | 2007    | Kong Hoi-chuen / Old Tiger Dog - Giang Hải Tuyền / Chó mặt hổ                                                                                    | |
| D.I.E. - Đội điều tra đặc biệt                                                               | 2008    | Chai Foon-cheung - Tề Hoan Sướng | Cameo (Tập 25) |
| Forensic Heroes II - Bằng chứng thép II                                                      | 2008    | Timothy "Tim Sir" Ko Yin-pok - "Sếp Cao" Cao Ngạn Bác                                                                                            | |
| Your Class or Mine - Oan gia tương phùng                                                     | 2008    | Pang Kam-chau - Bành Cẩm Thu | Đề cử— Giải TVB thường niên cho Nam chính xuất sắc                                                                |
| Ghost Catcher - Legend of Beauty - Thiên sư Chung Quỳ - Mỹ lệ truyền thuyết                  | 2009    | Zhong Kui/Zhong Yunfei - Chung Quỳ/Chung Vân Phi/Chu Phước Sinh                                                                                  | Đề cử - Giải Nam diễn viên cho vai trò dẫn đầu (16th Asian Television Awards)                                     |
| A Pillow Case of Mystery II - Kỳ án nhà Thanh II                                             | 2010    | Sze Sai-lun - Thi Thế Luân | Đề cử — Giải TVB thường niên cho Nam chính xuất sắc Đề cử — Giải TVB thường niên cho Nam diễn viên được yêu thích |
| Tiansheng Wucai Zhi Dao Guang Xue Ying - Hay không bằng hên                                  | 2010    | Liu Yiqing - Lưu Nhất Thanh | |
| Men with No Shadows - Bất tốc chi ước / Cuộc Hẹn Tử Thần                                     | 2011    | Kenny Kong Chi-chung - Bác sĩ Giang Đông Kiện (Ông Ô,OK, Adong)                                                                                  | Đề cử — Giải TVB thường niên cho Nam chính xuất sắc                                                               |
| Female Constables - Đới đao nữ bổ khoái                                                      | 2011    | Ouyang Dong - Âu Dương Đông | |
| Ghost Catcher II/The Legend of Zhong Kui - Thiên sư Chung Quỳ II/Truyền thuyết Chung Quỳ     | 2011    | Zhong Kui/Zhong Yunfei - Chung Quỳ/Chung Vân Phi                                                                                                 | |
| House of Harmony and Vengeance - Diệu vũ Trường An                                           | 2012    | Tai Ming-but/Kiu Bo-lung (fake) - Đới Danh Bát/Kiều Bộ Long (giả)                                                                                | Đề cử - Giải TVB thường niên cho Nam diễn viên được yêu thích                                                     |
| Trappde - Bộ bộ sát cơ                                                                       | 2012    | Thám trưởng Lưu Phạn Hy | |
| Always and Ever - Tam thế duyên/Tình nghịch tam thế duyên                                    | 2013    | Bao Zheng/Detective "Bill" Wah Long-biu/"Circle" Yuen Kam-cheong - Bao Chửng (Bao Công)/Thám trưởng "Bill" Hoa Long Tiêu/"Circle" Viên Kim Xương | |
| The Legend of Dubai Monk - Bố Đại Hòa thượng tân truyền                                      | 2014    | Trương Khế Thử/Bố Đại Hòa Thượng | |
| With or Without You - Đông Pha gia sự                                                        | 2015    | Tô Thức/Tô Đông Pha | |
| House of Spirits - Những người bạn                                                           | 2016    | Đại Bảo/Bảo Hoan | Giải Diễn viên hài xuất sắc nhất (22nd Asian Television Awards)                                                   |
| My Ages Apart - Khoa thế đại/Những kẻ ba hoa                                                 | 2017    | Tống Trọng Cơ/Bao Báo | Đề cử — Giải TVB thường niên cho Nam chính xuất sắc                                                               |
| Come Home Love IV: Lo And Behold - Mái ấm gia đình IV                                        | 2019    | Chúc Chi Sơn/Lương Sơn Bá/Dịch Tiên sinh/Âu Dương Chấn Hoa                                                                                       | Cameo (tập 606 - 607)                                                                                             |
| Shadow of Justice - Vạch tội                                                                 | 2021    | Cảnh sát Âu Dương Thông | Đề cử — Giải TVB thường niên cho Nam chính xuất sắc                                                               |